# Sebastian Ring
Karl Sebastian Ring, född 18 april 1995 i Örebro, är en svensk fotbollsspelare. 
Den äldre brodern, Jonathan Ring, är också han fotbollsspelare.

## Klubbkarriär
Rings moderklubb är Adolfsbergs IK för vilka han också spelade seniorfotboll i division 4 med år 2012. I december samma år värvades han av Örebro SK.
Efter dåligt med speltid lånades Ring i augusti 2013 ut till BK Forward; ett lån som sedan kom att gälla även för säsongen 2014. I januari 2015 förlängdes hans kontrakt i ÖSK med två år men den allsvenska debuten skulle dröja till april säsongen därpå i och med spel i en 0–2-förlust mot Djurgårdens IF. I januari 2017 förlängde Ring sitt kontrakt med ÖSK ytterligare en gång, även nu med två år.
I december 2018 värvades Ring av engelska Grimsby Town med vilka han skrev ett 1,5-årskontrakt. Ett år senare lämnade han dock klubben och följande månad, i januari 2020, värvades han av allsvenska Kalmar FF.
Den 18 december 2021 värvades Ring på fri transfer av polska Wisła Kraków, där han skrev på ett kontrakt till sommaren 2023. Efter att Wisła Kraków åkte ur högstaligan bröts kontraktet 14 juni 2022.
Den 23 juni 2022 blev Ring klar för franska Amiens, där han skrev på ett tvåårskontrakt.